# Tascalate
A tascalate vagy taxcalate egy tipikus dél-mexikói, chiapasi alkoholmentes hideg ital, fő összetevői a kukorica, a kakaó, az annatto, a csilipaprika, a fenyőmag és a fahéj.

## Leírása
A tascalate ősi indián eredetű ital, amit ünnepek alkalmával fogyasztottak és a szerelem italának tartották. Neve a navatl nyelvből ered: a tlascalli jelentése tortilla, az atl pedig vizet jelent.
A leggyakrabban narancsos–vöröses színű ital igen elterjedt Chiapas államban: megtalálható a piacokon, a bevásárlóközpontokban és a vendéglőkben egyaránt. Legjobban Chiapa de Corzo környékén és a partvidékeken kedvelik. Készítése úgy történik, hogy először a kukoricaszemeket és a kakaót külön-külön megpirítják (többnyire egy comalban (serpenyőben)), majd az annattóval, a csilivel, a fenyőmaggal és a fahéjjal együtt összeporítják. Ehhez a porhoz már csak vizet vagy tejet kell adni, esetleg ízlés szerint cukrot is, és kész az ital. Kereskedelmi forgalomba is gyakran por formájában hozzák (legelterjedtebb a 600 g-os csomagolás), de árulják elkészítve, jéggel is.